# Serdar Tasci
Serdar Tasci (sinh ngày 24 tháng 4 năm 1987 ở Esslingen am Neckar) là một hậu vệ người Đức hiện chơi cho İstanbul Başakşehir của Thổ Nhĩ Kỳ. Anh thường chơi ở vị trí trung vệ hay hậu vệ phải.

## Sự nghiệp

### Sự nghiệp câu lạc bộ và tiểu sử
Tasci được sinh ra ở phía Tây Đức trong một gia đình Thổ Nhĩ Kỳ. Anh chơi cho đội trẻ SC Altbach và từ năm 1999 tới nay anh chơi cho VfB Stuttgart. Trước mùa giải 2005-06, anh chơi cho đội II của Stuttgart. Từ mùa giải 2006-07, anh được đôn lên chơi ở đội I.
Anh có trận đấu chuyên nghiệp đầu tiên vào ngày 20 tháng 8 năm 2006 gặp Arminia Bielefeld, trong trận đấu thứ hai của mùa giải, anh khiến tiền đạo người Đan Mạch Jon Dahl Tomasson gặp chấn thương. Bàn thắng đầu tiên của anh tới 1 tuần sau đó trong trận gặp Borussia Dortmund.
Vào ngày 29 tháng 8 năm 2009 anh gia hạn hợp đồng với Stuttgart tới mùa hè năm 2014. 

### Thi đấu quốc tế
Bởi có nguồn gốc Thổ Nhĩ Kỳ song lại được sinh ở Đức, anh được phép chọn để chơi cho Đức hoặc đội tuyển bóng đá quốc gia Thổ Nhĩ Kỳ và vào tháng 10 năm 2006 anh quyết định chơi cho đội tuyển Đức. Anh có trận ra mắt cho đội U21 Đức vào ngày 6 tháng 2 năm 2007 trong trận thắng 2-0 trước Scotland và có trận ra mắt cho đội tuyển quốc gia Đức vào ngày 20 tháng 8 năm 2007 trong trận thắng trước đội tuyển bóng đá quốc gia Bỉ.

## Thống kê sự nghiệp

### Câu lạc bộ
Tính đến ngày 3 tháng 10 năm 2015.
| Câu lạc bộ          | Mùa giải            | Giải đấu                    | Giải đấu | Giải đấu | Cúp quốc gia | Cúp quốc gia | Khác | Khác | Tổng cộng | Tổng cộng |
| Câu lạc bộ          | Mùa giải            | Hạng                        | Trận     | Bàn      | Trận         | Bàn          | Trận | Bàn  | Trận      | Bàn       |
| ------------------- | ------------------- | --------------------------- | -------- | -------- | ------------ | ------------ | ---- | ---- | --------- | --------- |
| VfB Stuttgart       | 2006–07             | Bundesliga                  | 26       | 2        | 5            | 0            | —    | —    | 31        | 2         |
| VfB Stuttgart       | 2007–08             | Bundesliga                  | 21       | 1        | 2            | 0            | 6    | 0    | 29        | 1         |
| VfB Stuttgart       | 2008–09             | Bundesliga                  | 27       | 1        | 3            | 0            | 10   | 1    | 40        | 2         |
| VfB Stuttgart       | 2009–10             | Bundesliga                  | 27       | 2        | 3            | 0            | 8    | 1    | 38        | 3         |
| VfB Stuttgart       | 2010–11             | Bundesliga                  | 26       | 0        | 2            | 0            | 4    | 1    | 32        | 1         |
| VfB Stuttgart       | 2011–12             | Bundesliga                  | 28       | 3        | 2            | 0            | —    | —    | 30        | 3         |
| VfB Stuttgart       | 2012–13             | Bundesliga                  | 25       | 0        | 4            | 0            | 10   | 1    | 39        | 1         |
| VfB Stuttgart       | 2013–14             | Bundesliga                  | 1        | 0        | 1            | 0            | 2    | 0    | 4         | 0         |
| VfB Stuttgart       | Tổng cộng           | Tổng cộng                   | 181      | 9        | 22           | 0            | 38   | 4    | 241       | 13        |
| Spartak Moscow      | 2013–14             | Giải bóng đá ngoại hạng Nga | 4        | 0        | 0            | 0            | —    | —    | 4         | 0         |
| Spartak Moscow      | 2014–15             | Giải bóng đá ngoại hạng Nga | 22       | 1        | 1            | 0            | —    | —    | 23        | 1         |
| Spartak Moscow      | 2015–16             | Giải bóng đá ngoại hạng Nga | 11       | 1        | 1            | 0            | —    | —    | 12        | 1         |
| Spartak Moscow      | Tổng cộng           | Tổng cộng                   | 37       | 2        | 2            | 0            | —    | —    | 39        | 2         |
| Tổng cộng sự nghiệp | Tổng cộng sự nghiệp | Tổng cộng sự nghiệp         | 218      | 11       | 23           | 0            | 38   | 4    | 280       | 15        |

### Thi đấu quốc tế
Tính đến ngày 19 tháng 8 năm 2013.
| Đức       | Đức  | Đức |
| Năm       | Trận | Bàn |
| --------- | ---- | --- |
| 2008      | 4    | 0   |
| 2009      | 5    | 0   |
| 2010      | 5    | 0   |
| Tổng cộng | 14   | 0   |

## Danh hiệu

### Câu lạc bộ
- VfB Stuttgart
  - Bundesliga: 2006–07